# Бундесрат (Германская империя)
Бундесра́т (нем. Bundesrat, дословно: «союзный совет») — один из федеральных органов государственной власти Северогерманского союза и Германской империи, действовавший с 1867 по 1919 год и выполнявший законодательные, исполнительные и судебные функции. Союзный совет не был вопреки достаточно распространённому в российской традиции мнению верхней палатой германского парламента, даже если участие его в законотворческой деятельности и могло привести к таким выводам. Бундесрат — представительный орган государств-участников союза на федеральном уровне, первоначально состоявший из 43 членов, а с образованием империи — из 58. После того, как 31 мая 1911 года в его состав были введены три представителя Эльзаса-Лотарингии, ставшей из имперской земли (нем. Reichsland) новым союзным государством, состав бундесрата увеличился до 61 члена. Заседания союзного совета были закрытыми и по окончании строительства здания рейхстага проводились в его юго-восточном крыле.

## История

### Предшественники бундесрата
К историческим предшественникам бундесрата можно отнести:
- рейхстаг Священной Римской империи, с 1663 по 1806 год на постоянной основе заседавший в Регенсбурге
- союзный сейм (бундестаг) Германского союза, заседавший с 1815 по 1866 год во Франкфурте и Аугсбурге
- ежегодно собиравшаяся генеральная таможенная конференция (нем. Generalzollconferenz) Германского таможенного союза,

а так же нереализованные на практике проекты:
- палаты государств (нем. Staatenhaus) из конституции Германского рейха 1849 года
- союзного совета (нем. Bundesrat) из предложений Австрии по реформированию Германского союза (нем. Reformakte des Deutschen Bundes) 1863 года.

### Конституция Северогерманского союза и введение бундесрата
Экономическое, политическое и военное усиление Пруссии, ставшей после побед над Данией в 1864 году и над Австрийской империей в 1866 году доминирующей державой на территории Центральной Европы, решило германский вопрос в пользу его малогерманского варианта. Подписанный 18 августа 1866 года договор между Пруссией и другими северогерманскими государствами привёл к образованию временного Августовского альянса (нем. Augustbündnis), который был преобразован в Северогерманского союз после вступления в силу конституции этого государственного образования 1 июля 1867 года. В Основах новой союзной конституции (нем. Grundzüge einer neuen Bundesverfassung), 10 июня 1866 года пересланных Бисмарком, тогда министр-президентом Пруссии, правительствам Германского союза для ознакомления и ставших фундаментом основного закона создаваемого союза, будущий союзный совет ещё не упоминался. Однако, уже в предоставленном на рассмотрение конституционного рейхстага проекте конституции Северогерманского союза впервые появляется понятие «союзный совет». Сам Бисмарк хотел, чтобы по своей форме представительный орган союзных государств в максимальной степени напоминал бундестаг Германского союза, заметив, что «чем больше опираешься на старые формы, тем легче будет сделать всё дело». Позднее, при образовании империи в 1871 году, он настоял против переименования бундесрата в «рейхсрат» (нем. Reichsrat, то есть имперский совет), так как хотел подчеркнуть союзный характер этого органа.
Германская федерация, в которой пять шестых населения были прусскими гражданами, получила название «союз неравных» или — более иронично — «союз собаки и блох на её спине». Распределение голосов в бундесрате между отдельными государствами союза было произведено не по количеству их жителей, а по их площади и ориентировалось на представительство в пленуме бывшего Германского союза (ст. 6 конституции). При этом от Пруссии, площадь и население которой составляли более 80 % от союзных, в нём было лишь 17 представителей от общего числа в 43, то есть менее 40 %. Бисмарк признавался, что распределение согласно населению привело бы к тому, что у остальных союзных государств не было бы интереса в подобном органе. Но хотя в союзном совете Пруссия и не обладала большинством голосов, а с присоединением южногерманских государств её доля стала ещё меньше, в реальности же ни по одному важному вопросу её позиция не была заблокирована другими членами бундесрата.

## Бундесрат в конституции Германской империи
Положения конституции Северогерманского союза за исключением незначительных деталей были полностью переняты в конституцию Германской империи, в которой бундесрату посвящался отдельный раздел и многочисленные упоминания в остальной части текста, в том числе:
- статья 5 провозглашала, что законодательство в империи осуществляется бундесратом и рейхстагом. Для принятия закона необходимо простое большинство голосов в обоих этих органах.
- ст. 6 определяла представительство государств-членов империи в союзном совете
- ст. 11 требовала от императора при объявлении войны получать согласие бундесрата (кроме случаев отражения нападения на империю)
- ст. 15 указывала, что председателем союзного совета и управляющим его делами является имперский канцлер
- ст. 19 наделяла бундесрат полномочиями принимать решения по принуждению государств-участников к выполнению их обязательств в рамках имперской конституции
- ст. 72 обязывала канцлера ежегодно представлять союзному совету отчёт о расходах имперского бюджета
- ст. 76 относила к компетенции бундесрата разрешение конфликтов между государствами внутри империи.

При вотировании отдельные государства могли отдавать все причитавшиеся им голоса только единым пакетом: либо «за», либо «против» (ст. 6). Все решения принимались простым большинством, при равенстве голосов решающей становилась позиция канцлера — председателя совета (ст. 7).
Представители государств в бундесрате получали дипломатическую защиту и право выступления в рейхстаге, при этом одновременно быть членами обоих этих органов не разрешалось (ст. 9 и 10). Оскорбление бундесрата или его членов преследовалось по закону (ст. 74). Любое изменение в конституцию Германской империи при его рассмотрении в союзном совете могло быть заблокировано 14 голосами, поданными «против» (ст. 78).

## Комитеты
Бундесрат образовывал следующие постоянные комитеты (ст. 8), в рамках каждого из которых ни один штат не мог иметь больше одного голоса:
- (политико-правовые вопросы)
  -  Комитет по иностранным делам (Ausschuß für die auswärtigen Angelegenheiten)
  -  Комитет по вопросам юстиции (Ausschuss für Justizwesen);
  -  Комитет по делам сухопутной армии и крепостей (Ausschuss für das Landheer und die Festungen);
  -  Комитет по морским вопросам (Ausschuss für das Seewesen);
- (экономические вопросы)
  -  Комитет по железным дорогам, почтам и телеграфам (Ausschuss für Eisenbahnen, Post und Telegraphen);
  -  Комитет по торговле (Ausschuss für Handel und Verkehr);
  -  Комитет по таможенным делам и налогам (Ausschuss für Zoll- und Steuerwesen);
- (процедурные вопросы)
  -  Комитет по вопросам аудита (Ausschuss für Rechnungswesen).

## Бундесрат в системе федеральной власти
Бундесрат не задумывался как постоянно действующий орган и должен был собираться по мере необходимости (по тексту конституции: «ежегодно»). Хотя статья 12 основного закона наделяла императора правом созывать, открывать, отсрочивать и закрывать союзный совет, он не мог распоряжаться этим правом исключительно по своему усмотрению, а согласно ст. 14 по требованию трети голосов бундесрата его созыв уже становился необходимостью. Ст. 24 наделяла бундесрат правом распускать рейхстаг (заручившись согласием кайзера). В действительности же инициатором подобного шага всегда был император, вносивший через канцлера своё предложение в совет, а потом лишь формально подтверждавший принятое союзным советом решение (по этой схеме были распущены 4 рейхстага из 13 выбранных).
Все законопроекты в рейхстаг (со своей стороны тоже обладавший законодательной инициативой) вносились бундесратом после их рассмотрения от имени императора (ст. 16), что на практике означало тесное взаимодействие союзного совета и имперских бюро (нем. Reichsamt, прообраза будущих министерств), глав которых назначал сам кайзер. Принятые в рейхстаге законы нуждались в одобрении бундесрата (таким образом, он обладал правом вето). Кроме того, союзный совет издавал административные предписания и инструкции по исполнению законодательных актов, если такие процедуры не были прописаны в тексте самих законов (ст. 7).
Положения ст. 7 позволяли определять бундесрат одновременно как:
1. законодательный орган (нем. Gesetzgebungsorgan)
2. регулирующий орган (нем. Verordnungsorgan)
3. высший имперский суд (нем. oberstes Reichsgericht).

Поскольку по конституции бундесрат располагал как законодательными (нем. legislative), так и исполнительными (нем. exekutive) и судебными (нем. judikative) функциями, то определить его место в классической системе разделения государственной власти достаточно сложно. Правомочна классификация бундесрата не как совместного органа государств, объединённых в Германскую империю, а как федерального органа, формировавшего общеимперскую волю.
Союзный совет являлся олицетворением принципа федерализма в Германии и задумывался как противовес рейхстагу и препятствие на пути дальнейшей парламентаризации союза, даже своего рода антипарламентаризм. Из-за того, что именно в бундесрате получил отражение федеральный характер германской империи, он назывался лучшим творением создателей конституции. Союзный совет был носителем суверенной имперской власти и не подчинялся напрямую императору как главе исполнительной власти, так как, даже сочетая в себе функции исполнительной власти, не был имперским министерством. По духу основного закона империи верховная власть в ней принадлежала не германскому кайзеру, а совокупности государств-участников союза, представленных в бундесрате.
В целом, союзная и имперская конституции ставили бундесрат выше рейхстага, хотя, учитывая непубличный и бюрократический характер работы союзного совета, в глазах общественности на первый план выдвигалась именно деятельность рейхстага. Бисмарк отмечал, что сознательно отказался от идеи двухпалатного парламента, чтобы не усложнять союзное законотворчество. В свете конституции бундесрат не был верхней палатой парламента уже потому, что его члены не имели свободного мандата (то есть должны были голосовать не по своему усмотрению, а согласно позиции пославших их правительств), а их членство в нём было не персональным, а лишь временным поручением пославших их стран. Таким образом, членами бундесрата были, по сути, не уполномоченные союзных государств, а сами эти государства, что позволяло назвать союзный совет палатой государств.
Хотя по конституции бундесрат задумывался как высший федеральный орган, в действительности — не в последнюю очередь из-за сильной позиции канцлера — его роль была более или менее второстепенной. Принцип контрасигнатуры рейхсканцлера, а также его положение как высшего исполнительного чиновника империи, обрекало бундесрат на достаточно призрачное существование. Это подчёркивалось ещё и тем, что Бисмарк, являвшийся как канцлер председателем союзного совета, практически не принимал участия в его заседаниях (равно, впрочем, как и министры отдельных государств, представленных в бундесрате почти исключительно чиновниками высокого ранга).

## Галерея

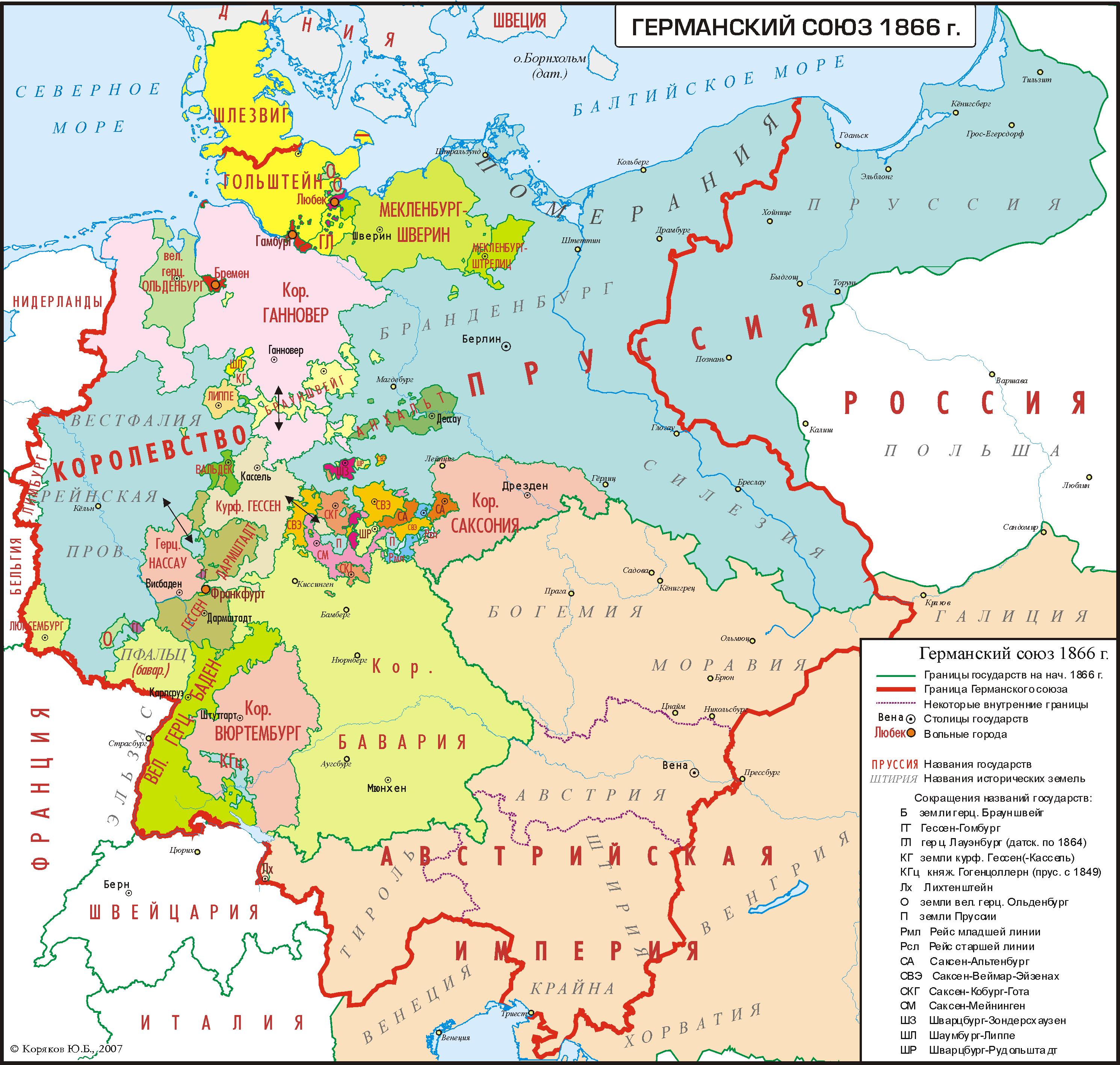
Германский союз в 1866 году
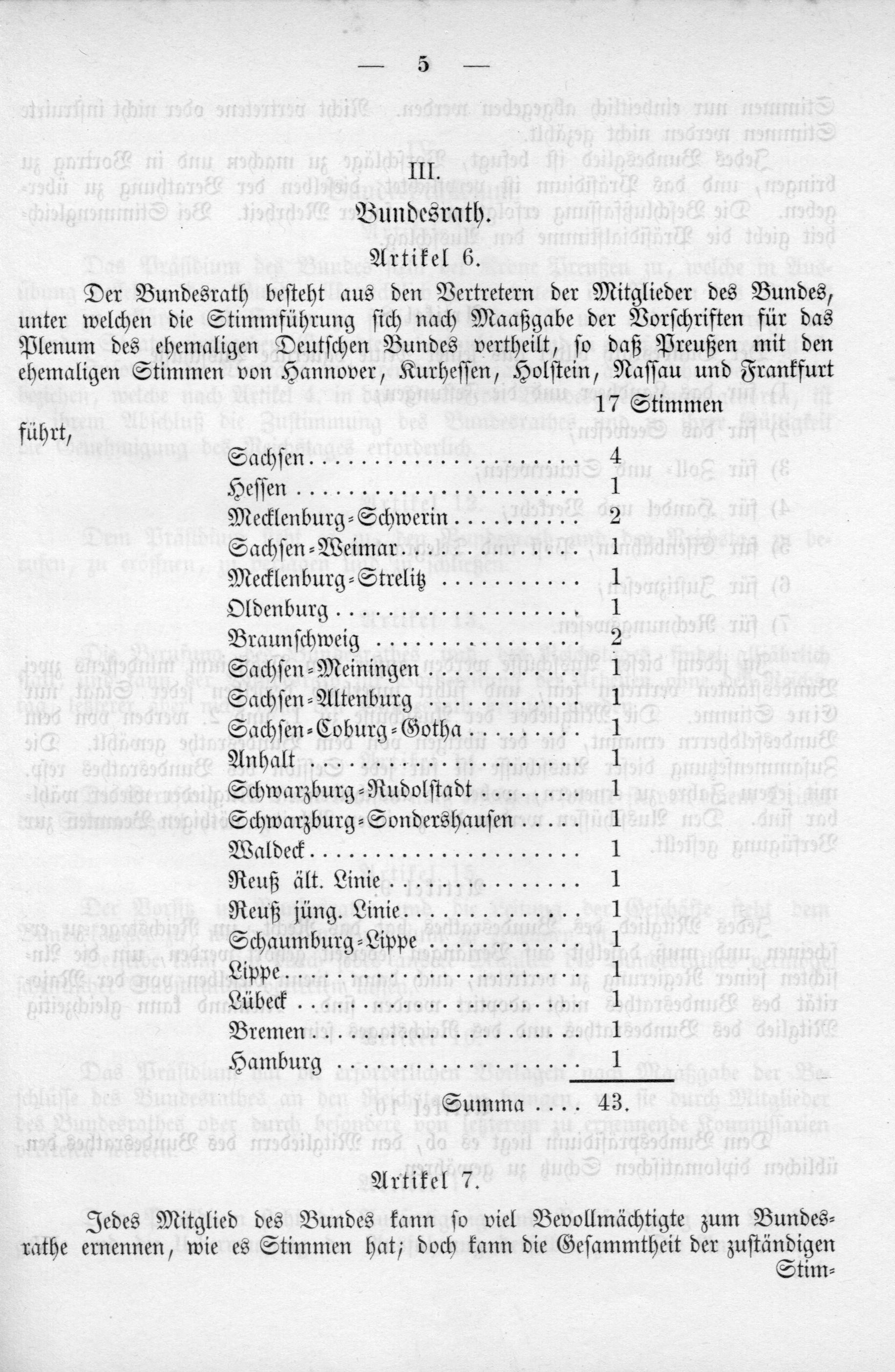
Раздел конституции Северогерманского союза о бундесрате
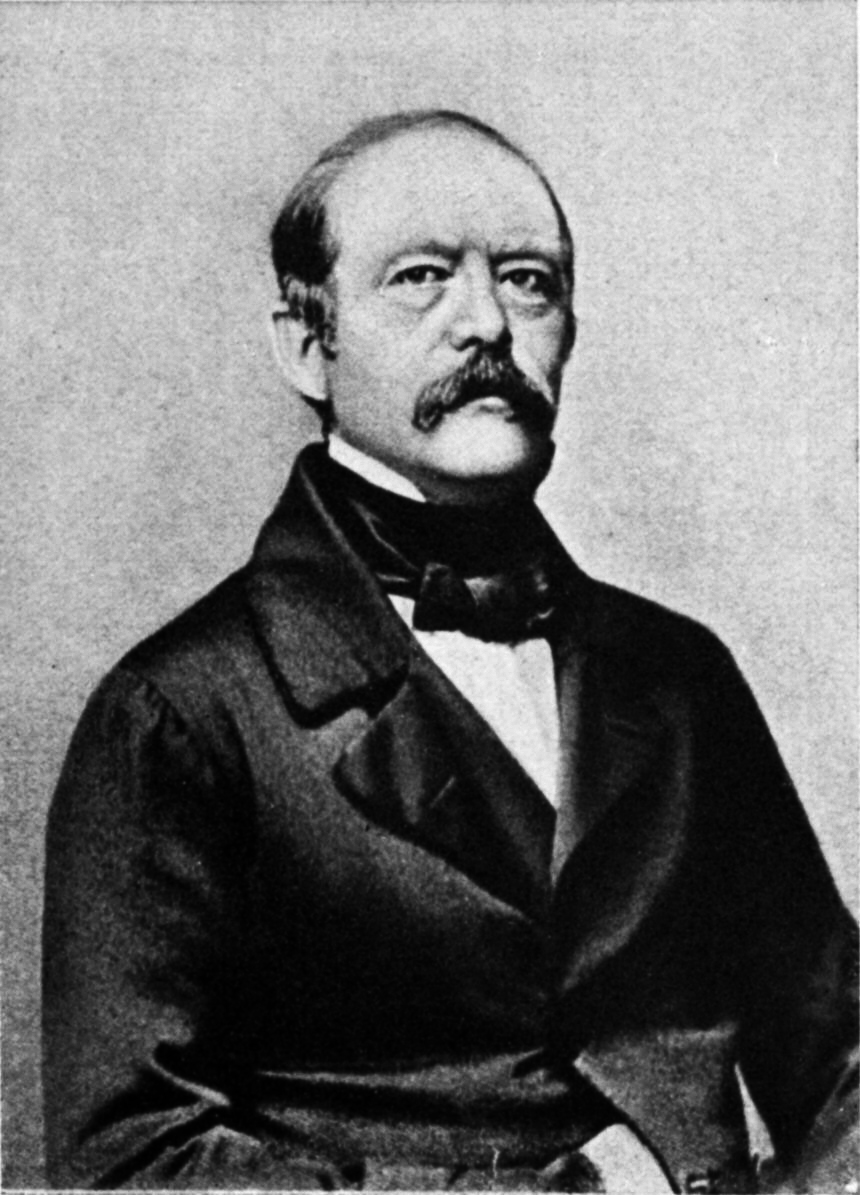
Отто фон Бисмарк, первый союзный канцлер и председатель бундесрата
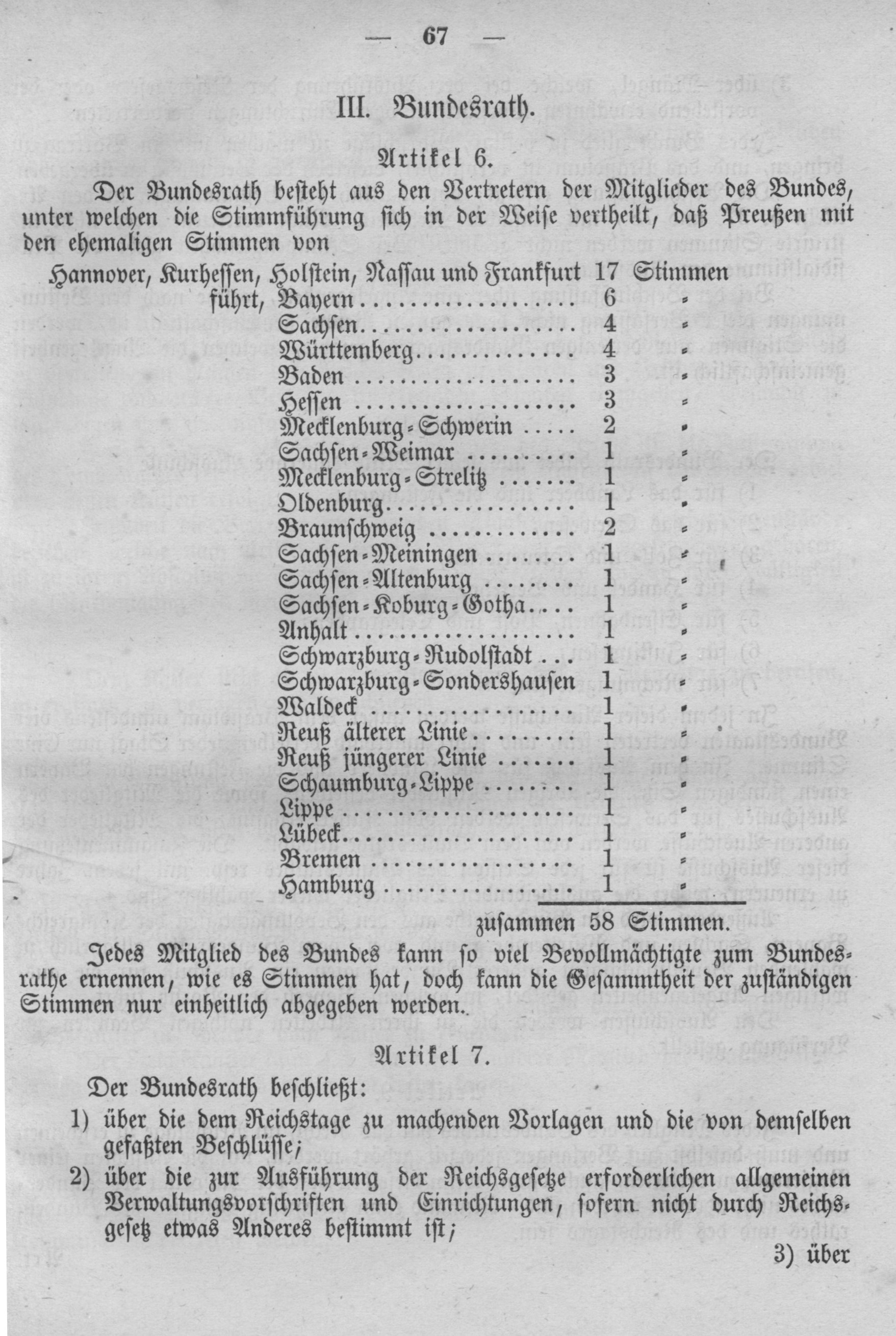
Раздел конституции Германской империи о бундесрате
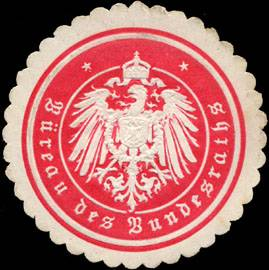
Облатка для запечатывания корреспонденции бундесрата
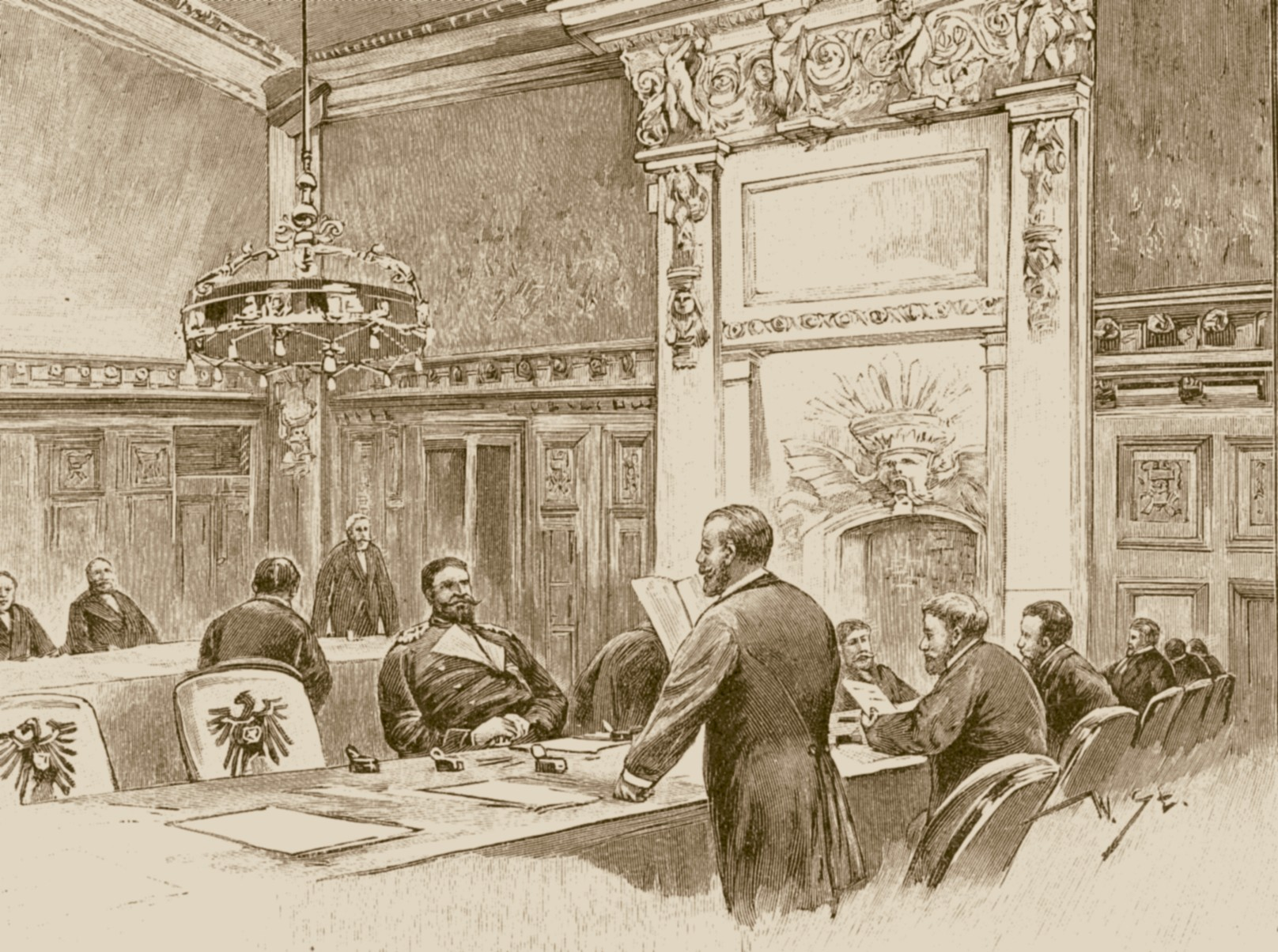
Зал заседаний бундесрата (около 1894 г.)